# Minona Frieb-Blumauer

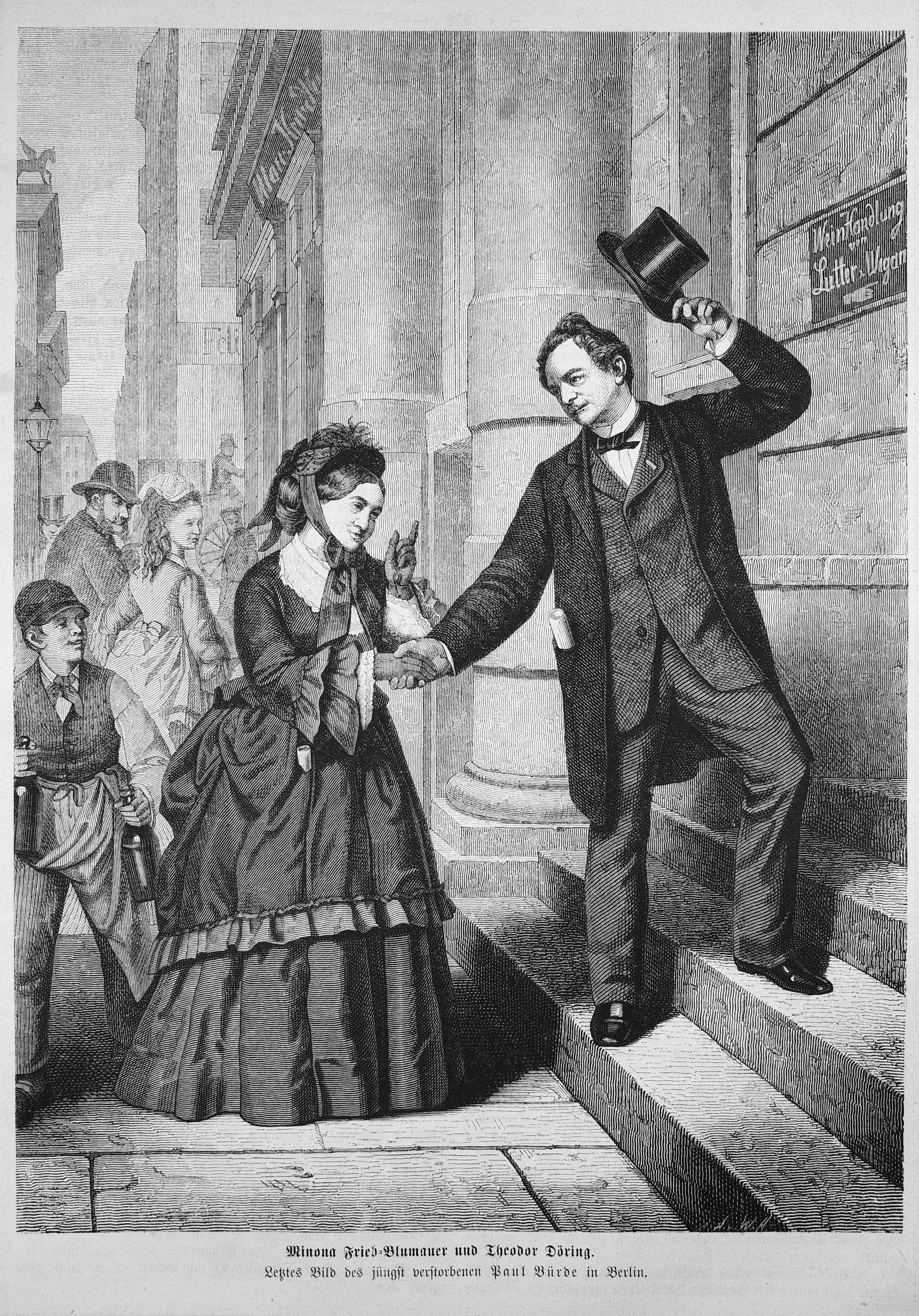
Minona Frieb-Blumauer und Theodor Döring, Holzstich von Paul Bürde

Minona Frieb-Blumauer  (* 11. Mai 1816 in Stuttgart; † 31. Juli 1886 in Berlin) war eine deutsche Schauspielerin und Sängerin.

## Leben
Ihre Eltern waren der Schauspielers Karl Blumauer (1774–1841) und dessen Ehefrau Johanna Wilhelmine Hofmeister (1777-um 1840).
Minona (eigentlich Johanna) Frieb-Blumauer erhielt bei ihrem Vaterm den ersten Unterricht. Schon als Kind trat sie in Neustrelitz im „Freischütz“ und 1828 in Gotha als „Knabe“ in der „Zauberflöte“ auf. Sie studierte drei Jahre Gesang am Prager Konservatorium und wurde bei einem Gastspiel in Darmstadt sogleich engagiert. In Darmstadt blieb sie drei Jahre und wechselte dann nach Köln und Aachen, wo sie unter Julius Mühling besonders in Rossinischen Opern erfolgreich mitwirkte, zum Beispiel als Rosine in Der Barbier von Sevilla.
Da ihre Stimme den Anforderungen auf Dauer nicht gewachsen war, wechselte sie zum Sprechtheater. Carl Leberecht Immermann holte sie nach Düsseldorf. Unter seiner Anleitung entwickelte sie sich zu einer hervorragenden Schauspielerin. Nachdem sie in Meiningen und zuletzt in Brünn als jugendlich muntere Liebhaberin gewirkt hatte, verheiratete sie sich 1839 mit dem Ingenieur Emanuel Frieb (deren gemeinsame Tochter Lina wurde Opernsängerin) und trat nach einer Pause erst 1841 wieder am Wiedener und am Carltheater in Wien auf, wohin Moritz Gottlieb Saphir sie empfohlen hatte.
Ein Gastspiel Friedrich Beckmanns war Ursache, dass die noch junge Frau ins Charakterfach überwechselte und Rollen reifer Frauen übernahm. Bei einem Gastspiel in Wien sah Theodor Döring die Schauspielerin in mehreren älteren und komischen Rollen. Er veranlasste nach seiner Rückkehr, dass Minona Frieb-Blumauer zu einem Probegastspiel nach Berlin eingeladen wurde, das sie mit großem Erfolg ausführte. Sie erhielt 1854 einen zehnjährigen und später einen lebenslangen Vertrag beim königlichen Schauspielhaus. Zu ihren Schülerinnen zählten Anita Augspurg, Olga Arendt, Agnes Freund und Anna Haverland.
Gustav Heinrich Gans zu Putlitz charakterisiert die Schauspielerin folgendermaßen: 

„Gleich bei ihrem ersten Eintritt an der königlichen Bühne in Berlin, wo man damals ihren Namen kaum kannte, es müssen etwa 20 Jahre her sein, erregte sie großes Aufsehen durch die fesche Charakteristik, mit der sie ihre Gestalten zeichnete, und namentlich durch die reiche und originelle Erfindungsgabe für eine Fülle von komisch-pikanten und drastischen Details, mit denen sie ihr Spiel belebte. Und doch mußte sie, trotz der sofort entschiedenen Vorliebe des Publikums, sich ihren Boden, namentlich ihre Rollen, langsam erobern. Aber es währte nicht lange, und Frau Frieb-Blumauer hatte eine ganze Reihe von Rollen, in Stücken, die eigens für sie geschrieben waren; denn welcher Lustspieldichter hätte nicht gern ein Talent für sein Werk gewonnen, das einen Teil des Erfolges schon durch seine Mitwirkung verbürgte. Es wäre falsch, wollte man Frau Frieb-Blumauer als Schauspielerin eine Spezialität nennen, denn das hieße das Feld ihrer Leistungen beschränken, hieße ihr Eigentümlichkeiten zuschreiben, die sie nur auf diese oder jene exzeptionelle Rolle hinweisen. Im Gegenteil, sie beherrscht ihr Fach, das nun einmal das der  ‚komischen Alten‘ heißt, im allerausgedehntesten Maße; denn wenn wir die älteren seriösen Rollen ausscheiden, für die das Organ nicht ausgiebig genug, mit denen sich die Künstlerin aber nichtsdestoweniger oft genug geschickt abzufinden gewußt hat, gehören die Mütter im Schauspiel, bis in die Posse hinein, die komischen Charakterrollen und Chargen in ihren Rollenkreis, und so gleichartig oft die Aufgaben sind, die dieses Fach ihr stellt, immer noch hat sie jeder einzelnen irgend eine Eigentümlichkeit abzugewinnen oder zuzuschaffen gewußt.“

Ähnlich beschreibt Gotthilf Weisstein die Eigenart und Wirkung der Schauspielerin:

„Ihre sogenannten ‚komischen Alten‘, wie es im Schauspielerjargon heißt, waren Kunstleistungen, die sich vielfach weit über den literarischen Werth des Dargestellten erhoben; wer ihre ‚böse Stiefmutter‘, ihre ‚Räthin Seefeld‘ u. s. f. gesehen hat, wird diese bis ins kleinste Detail meisterlich ausgeführten Miniaturbilder von edelster Realistik nicht vergessen können. Hat sie früher Kotzebue gespielt, so stand sie stets weit über dessen etwas seichtem und mattem Humor; als sie später bei uns die Alleinherrscherin im Genre Benedix wurde, hat sie auch dessen philiströsen Scherzen, dessen phlegmatischem Wohlbehagen sprühenden Geist eingehaucht und seine Figuren aus dem niedrigen Flachrelief, in dem sie ausgemeißelt sind, lebensvoll und plastisch-rund herausgehoben. Ihr Spiel war stets charakteristisch und im Ensemble, wenn sie eine Nebenrolle darzustellen hatte, doch decent und reservirt. Alle Register des Humors beherrschte sie, ob sie eine Köchin (‚Dienstboten‘), eine vornehme alte Dame (Frau von Gühsen) spielte, ob sie im modernen Lustspiel (Madame Michoud in der ‚Büste‘) oder in einer klassischen Komödie (Martha Schwertlein) auftrat – ihr siegreiches, humoristisches Temperament riß Alles mit sich fort, oben auf der Bühne, wie unten im Saale.“

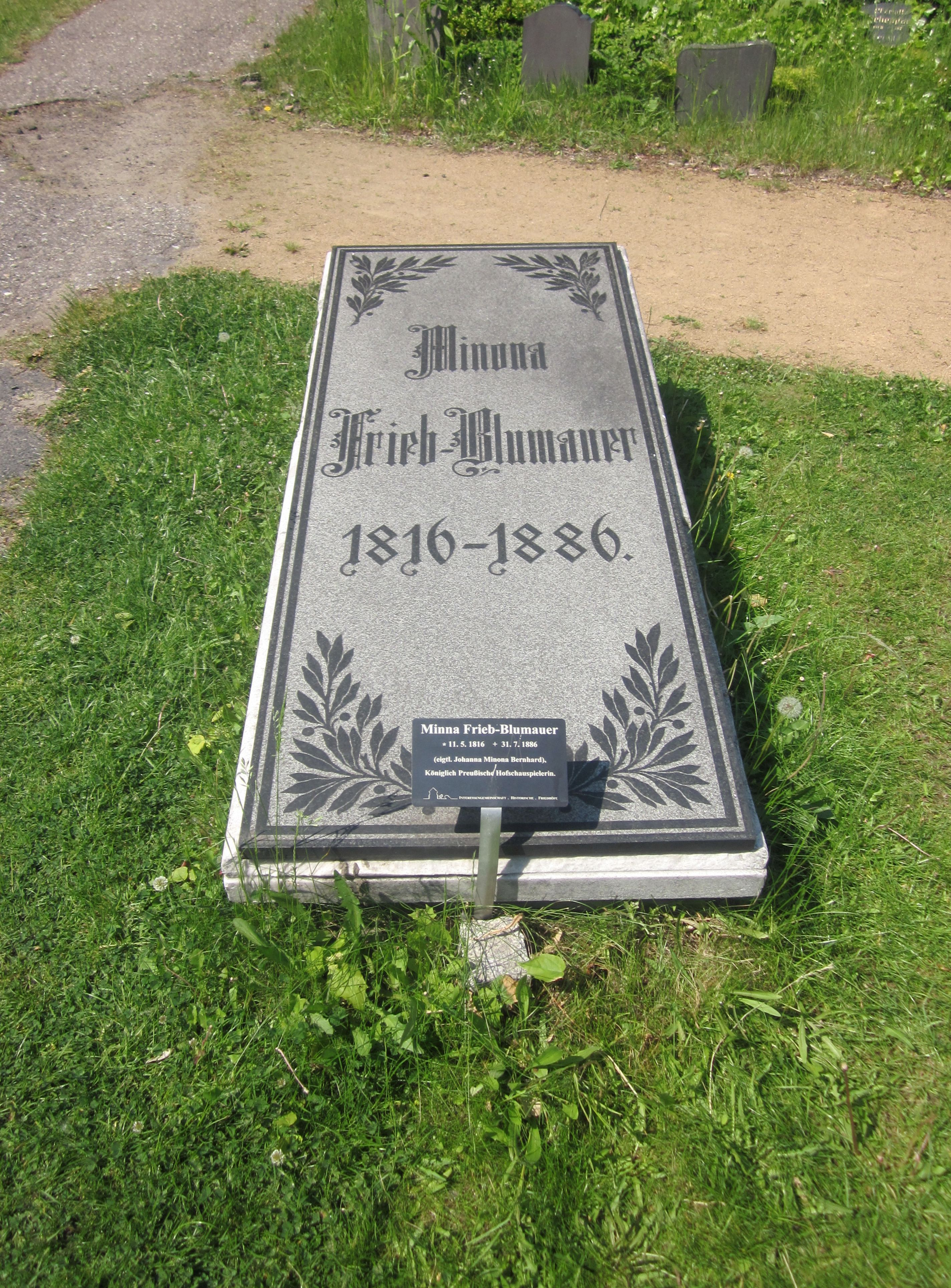
Das Grab von Minona Frieb-Blumauer in Berlin-Kreuzberg

Kurz nach einem Kuraufenthalt in Wiesbaden, von dem sie scheinbar erholt zurückgekehrt war, starb Minona Frieb-Blumauer am 31. Juli 1886 unerwartet im Alter von 70 Jahren in Berlin. Die Trauerfeier, geleitet von Theodor Hossbach, dem Pfarrer der Neuen Kirche am Gendarmenmarkt, fand am 4. August in der Wohnung der Verstorbenen in der Zimmerstraße statt. Unter großer Teilnahme von Vertretern des Berliner und auswärtigen Theaterlebens sowie der Bevölkerung wurde der Sarg dann zum Friedhof III der Jerusalems- und Neuen Kirche vor dem Halleschen Tor geleitet, wo in der Nähe der letzten Ruhestätte ihres acht Jahre zuvor verstorbenen Förderers Theodor Döring die Beisetzung erfolgte. Die Trauerrede am Grab hielt Arthur Deetz, Direktor des Königlichen Schauspielhauses. Die erhaltene Grabstelle wird von einer Grabplatte mit Inschrift und Ornamenten markiert.

## Familie
Minona Blumauer heiratete im Jahr 1839 in Mönitz (Mähren) den Eisenbahn-Ingenieneur Emanuel Frieb. Das Paar hatte eine Tochter und einen Sohn, darunter:
- Karolina (* 26. November 1845; † 17. August 1876), Sängerin und Schauspielerin ⚭ 1872 Wilhelm Karl Mühldorfer (1837–1919), Theater-Kapellmeister in Leipzig

## Schülerinnen (Auswahl)
- Anita Augspurg, Olga Arendt, Agnes Freund, Anna Haverland, Catharine Jacobi, Laura Friedmann, Hedwig Meyer, Amanda Tscherpa